# Cmentarz wojenny nr 294 – Zakliczyn
Cmentarz wojenny nr 294 – Zakliczyn – austriacki cmentarz wojenny z okresu I wojny światowej wybudowany przez Oddział Grobów Wojennych C. i K. Komendantury Wojskowej w Krakowie na terenie jego okręgu VIII Brzesko.
Zaprojektowany przez austriackiego architekta Roberta Motkę jako kwatera wojskowa na cmentarzu parafialnym w Zakliczynie w powiecie tarnowskim. Pochowano na nim 252 żołnierzy austro-węgierskich i 17 rosyjskich w 4 grobach zbiorowych i 235 pojedynczych. Ogólnie cmentarz jest w stanie średnim, jest porośnięty trawą, a w obrębie części nekropolii znajdującej się po prawej stronie, poza głównym ogrodzeniem (kwatera rosyjska) stoją współczesne nagrobki.

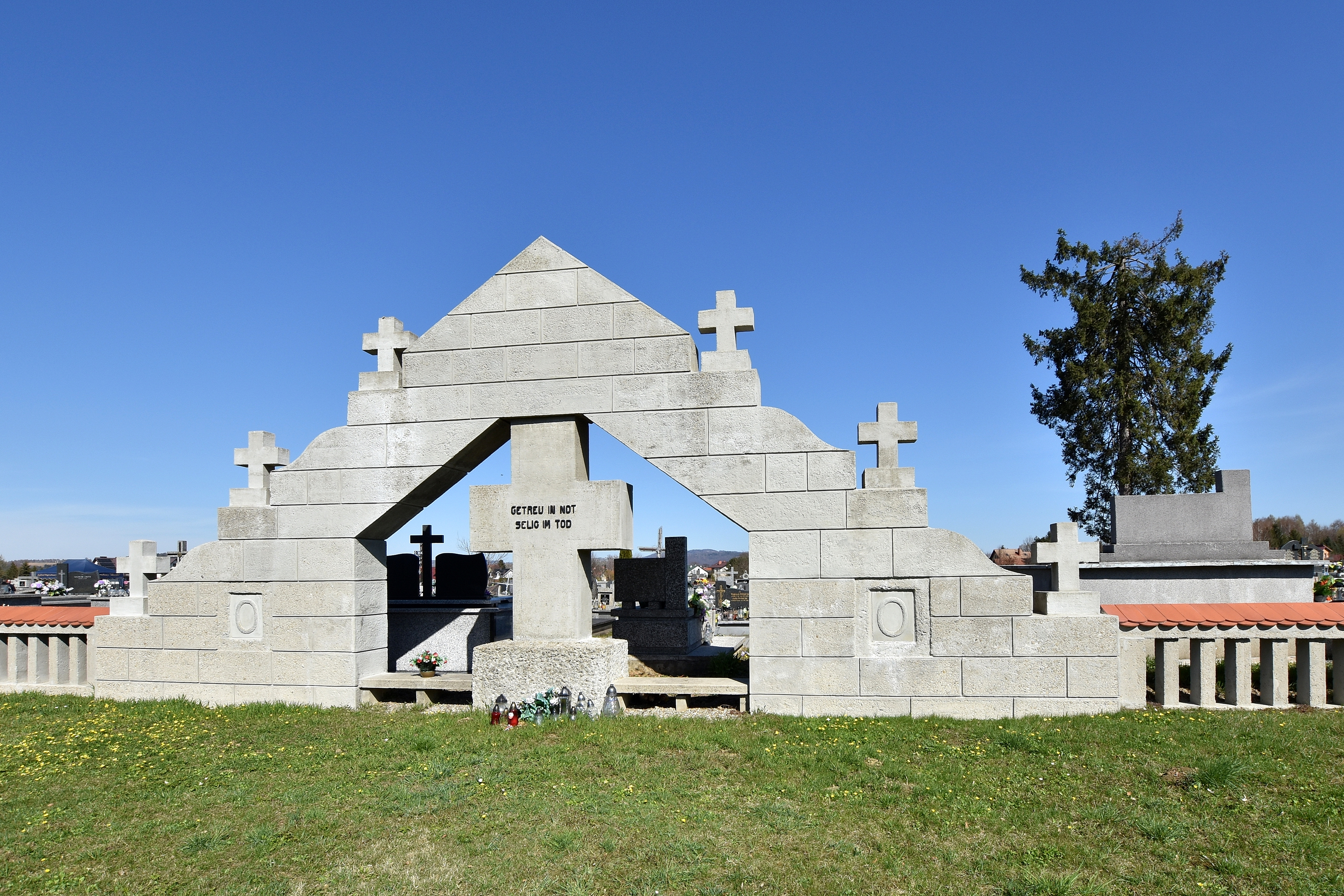
Pomnik centralny